# (4957) Brucemurray
(4957) Brucemurray ist ein erdnaher Asteroid und Marsbahnkreuzer des Amor-Typs, der am 15. Dezember 1990 von der amerikanischen Astronomin Eleanor Helin am Palomar-Observatorium entdeckt wurde.
Der Himmelskörper wurde zu Ehren von Bruce C. Murray benannt, einem Professor für Planetologie am California Institute of Technology und ehemaligen Direktor des Jet Propulsion Laboratory.